# Isfahan (tỉnh)
Tỉnh Isfahan (tiếng Ba Tư: Ostāne Esfahān (Ostān-e Esfahān); cũng chuyển tự thành Esfahan, Espahan, Sepahan hay Isphahan) là một trong 30 tỉnh của Iran. Tỉnh này nằm ở trung tâm quốc gia. Tỉnh lỵ là thành phố Isfahan.
Tỉnh có diện tích 107.027 km2, phía bắc là tỉnh Markazi, và tỉnh Qom, tỉnh Semman. Phía nam là tỉnh Fars, tỉnh Kohgiluyeh và Boyer-Ahmad. Aminabad là thành phố cực nam của tỉnh Esfahan. Phía đông là tỉnh Yazd. Phía tây là tỉnh Lurestan còn tây nam là tỉnh Chahar Mahal và Bakhtiyari.
Thành phố Esfahan là tỉnh lỵ còn các huyện của tỉnh này có: Aran va Bidgol, Ardestan, Esfahan, Shahinshahr và Meymeh, Khomeini Shahr, Khansar, (The Upper) Semirom, Fereydan, Fereydunshahr, Falavarjan, Kashan, Golpayegan, Khomeini-shahr, Lanjan, Mobarakeh, Nain, Najaf Abad, Lower Semirom (Dehaghan), Shahreza, Anarak và Natanz; 18 thị trấn.